# Julia Verlanger
Éliane Taïeb, född Grimaître 7 december 1929, död 3 september 1985, var en fransk science fiction-författare som gav ut böcker under pseudonymerna Julia Verlanger och Gilles Thomas.

## Kommentar
Utöver en serie med tre post-apokalyptiska romaner (L'autoroute sauvage, La mort en billes och L'île brûlée) utspelar sig samtliga Verlangers romaner i ett påhittat universum där mänskligheten inte längre är bunden vid jorden som dess enda hemvist. Detta har kallats "Framtidens dolda historia" av den franske science fiction-kännaren André-François Ruaud ("Histoire du Futur en filigrane") eftersom, trots att nästan inga anspelningar görs i Verlangers böcker till processen hur människan lyckades erövra andra planeter, den galaktiska bakgrunden är ständigt närvarande, även på en värld med medeltida teknik.

## Julia Verlanger-priset
Julia Verlanger-priset (Prix Julia Verlanger) utdelas årligen av Fondation de France till en äventyrsbaserad science fiction-, fantasy- eller fantastique-roman. Priset instiftades av hennes make efter Verlangers död, och pristagaren utses av en jury, där maken var ordförande fram till sin död. Den nuvarande ordföranden är Sara Doke. De två senaste verk som mottagit priset är The Parasol Protectorate av Gail Carriger (2013) samt trilogin Le Melkine av Olivier Paquet (2014).
Romanen Les cages de Beltem av Gilles Thomas mottog Julia Verlanger-priset 1996. Beslutet att tilldela priset till en av Éliane Taïebs egna verk togs eftersom juryn ansåg att inget annat verk nådde tillräcklig kvalitet det året.